# Calle (Meschede)
Calle (früher Kalle) ist ein Stadtteil von Meschede. Geschützt zwischen dem 377 m hohen Rasenberg im Nordosten und dem 387 m m Seltenberg im Südwesten liegt der Ort in einem Paralleltal der Ruhr am Zusammenlauf des Bachlaufes der Kelbke, des Waller Baches und die des Schürenbaches. Angrenzende Orte sind Windhäuser, Stesse, Mülsborn und Wallen. Calle liegt in den nördlichen Ausläufern des Hohen Ransens (593 m). Das Gelände weist auf kurze Distanzen beachtliche Höhenunterschiede auf und wird deswegen auch als Caller Schweiz bezeichnet. Am 31. Dezember 2023 hatte Calle 624 Einwohner. Das Dorf ist meist umgeben vom Landschaftsschutzgebiet Offenland um Calle und Wallen.

## Geschichte
Erstmals erwähnt wurde der Ort in einer Urkunde vom 18. Juli 1042. Der Erzbischof von Köln, Hermann II, übergab der Äbtissin Gerbirgis des Damenstiftes in Meschede die Kirche in Calle sowie 8 Höfe und den Zehnten in Höhe von 25 Schilling.
Am 1. Januar 1975 wurde Calle nach Meschede eingemeindet.

## Kirchengemeinde

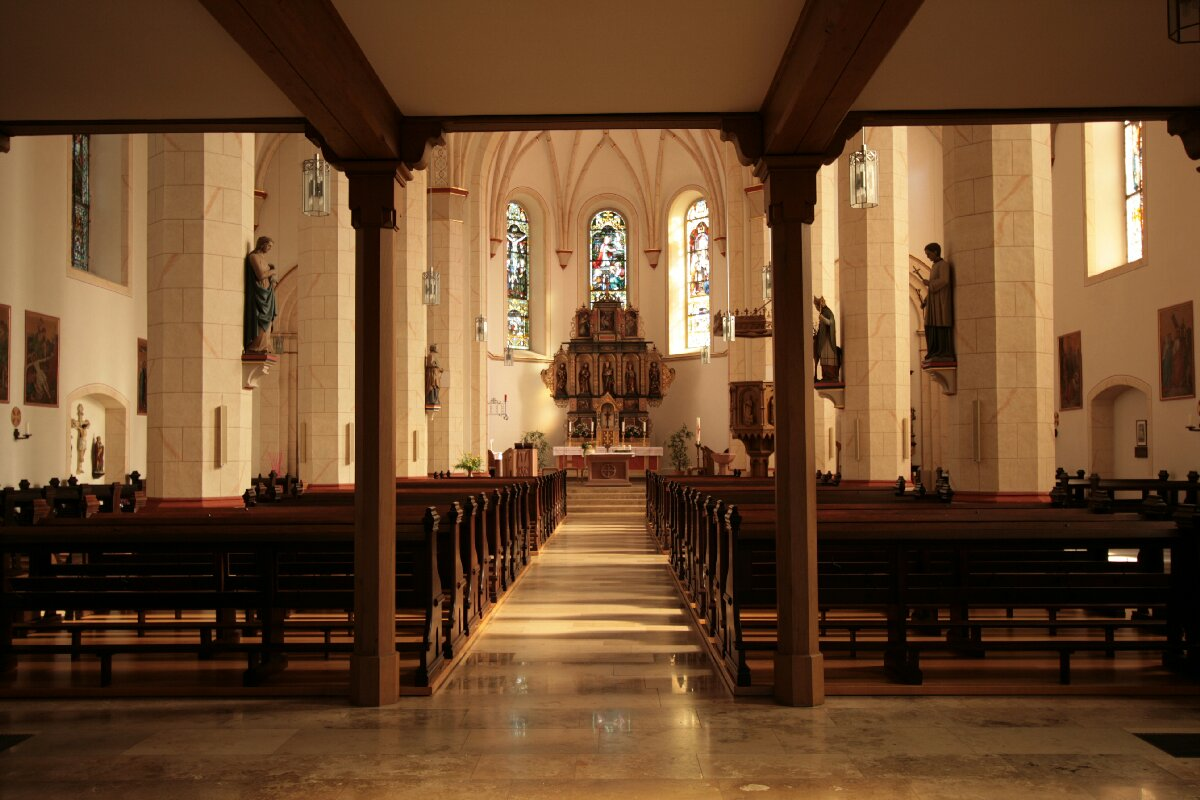
Innenansicht der Kirche St. Severinus in Calle

Calle war Zentrum des gleichnamigen Kirchspiels, zu dem die umliegenden Ortschaften von Schüren bis Wennemen und Berge gehörten. Pfarrkirche ist die Kirche St. Severinus. Im 20. Jahrhundert wurden einzelne Orte abgepfarrt.
Zur Gemeinde gehören auch die denkmalgeschützten Kapelle auf der Schlade und die Hallohkapelle.

### Priester von Calle
- Florinus de Calle (erwähnt 1263)
- Hermann v. Bynolen (?)
- Johan Snyder (erwähnt 1439)
- Tillmann Cleybert (?)
- Johannes Hoff (?)
- Vollmer Smeth (?)
- Heinrich Fabri (?)
- Johann Geck (1584–1614)
- Antonius Everhardus (1614–1618)
- Cyriakus Mendanus (1618–1677)
- Caspar Eickelmann (1677–1704)
- Johannes Becker (1704–1719)
- Thomas Kroll (1720–1752)
- Friedrich Michael Wellie (1752–1782)
- Johann Rudolf Ernst (1782–1824)
- Wilhelm Luigs (1827/32–1869)
- Johannes Schmidt (1869–1881)
- Edmund Meyer (1886–1899)
- Peter Huster (1899–1924)
- Franz Hagemann (1924–1931)
- Eduard Droll (1931–1935)
- Wilhelm Schmidt (1935–1965)
- Alfons Berghäuser (1966–1994)
- Kaspar Nübold (1994–1998)
- Uwe Wiesner (1998–2010)
- Günter Eickelmann (seit 2010)

## Persönlichkeiten
→ Siehe auch: Liste von Persönlichkeiten der Stadt Meschede
- Franz Joseph Fischer (1740–1806), letzter Abt des Stiftes Wedinghausen